# Real España
Ne doit pas être confondu avec le club mexicain de football, Real Club España.
Maillots
Le Real Club Deportivo España est un club hondurien de football basé à San Pedro Sula. 

## Palmarès
- Championnat du Honduras (12)
  - Champion : 1974, 1975, 1976, 1980, 1988, 1990, 1994, 2003 (A), 2007 (C), 2010 (A), 2013 (A), 2017 (A)
  - Vice-champion ou finaliste : 1977, 1978, 1986, 1989, 1992, 1996, 1997 (A), 1999 (C), 2008 (A), 2009 (C), 2011 (A)

- Coupe du Honduras (2)
  - Vainqueur : 1973, 1993
  - Finaliste : 1969 et 2016

- Coupe des vainqueurs de coupe de la CONCACAF
  - Finaliste : 1993

- Copa Interclubes UNCAF (1)
  - Champion : 1982
  - Finaliste : 1979